# Championnat du Pérou de football 1933
Navigation
Saison précédente Saison suivante
La saison 1933 du Championnat du Pérou de football est la sixième édition du championnat de première division au Pérou. Les dix clubs participants sont regroupés au sein d'une poule unique où ils ne s'affrontent qu'une seule fois au cours de la saison. À la fin de la compétition, les deux derniers du classement sont relégués et remplacés par le champion de Segunda Division, la deuxième division péruvienne, le championnat passant à neuf clubs.
C'est le club de l'Alianza Lima, double tenant du titre, qui remporte à nouveau la compétition après avoir terminé en tête du classement final, devant Universitario de Deportes (ex-Federación Universitaria) et Ciclista Lima. C'est le 7e titre de champion du Pérou de l'histoire du club, qui est invaincu en championnat depuis trois saisons.

## Les clubs participants
| - Alianza Lima - Sportivo Tarapacá Ferrocarril - Sportivo Union - Sporting Tabaco - Sport Boys - Promu de Segunda Division | - Sport Progreso - Sucre FC - Promu de Segunda Division - Universitario de Deportes - Circolo Sportivo Italiano - Ciclista Lima |

## Compétition
Le barème utilisé pour établir les différents classement est le suivant :
- Victoire : 3 points
- Match nul : 2 points
- Défaite : 1 point
- Forfait ou abandon : 0 point

De plus, un bonus de points est ajouté à certains clubs en fonction des résultats de son équipe réserve en championnat inférieur.

### Classement
| Rang | Équipe                        | Pts   | J | G | N | P | Bp | Bc | Diff |
| ---- | ----------------------------- | ----- | - | - | - | - | -- | -- | ---- |
| 1    | Alianza Lima (T)              | 31    | 9 | 8 | 1 | 0 | 36 | 12 | +24  |
| 2    | Universitario de Deportes     | 30.5  | 9 | 7 | 2 | 0 | 28 | 8  | +20  |
| 3    | Ciclista Lima                 | 22.5  | 9 | 4 | 0 | 5 | 20 | 24 | -4   |
| 4    | Sucre FC (P)                  | 22.25 | 9 | 4 | 2 | 3 | 21 | 15 | +6   |
| 5    | Sport Boys (P)                | 22    | 9 | 4 | 2 | 3 | 18 | 21 | -3   |
| 6    | Sportivo Tarapacá Ferrocarril | 21.75 | 9 | 3 | 1 | 5 | 17 | 18 | -1   |
| 7    | Sporting Tabaco               | 20.5  | 9 | 2 | 3 | 4 | 18 | 20 | -2   |
| 8    | Circolo Sportivo Italiano     | 19.5  | 9 | 3 | 1 | 5 | 11 | 14 | -3   |
| 9    | Sport Progreso                | 19.5  | 9 | 3 | 1 | 5 | 13 | 21 | -8   |
| 10   | Sportivo Unión                | 14    | 9 | 0 | 1 | 8 | 11 | 40 | -29  |

|  | Champion du Pérou 1933                                |
|  | Relégation en Segunda Division                        |
|  | (T) : Tenant du titre (P) : Promu de Segunda Division |

## Bilan de la saison
| Championnat du Pérou de football 1933 |                         |
| Champion                              | Alianza Lima (7e titre) |
| Promotions et relégations             |                         |
| Promus en Primera División            | Union Carbone           |
| Relégués en Segunda División          | Sport Progreso          |
| Relégués en Segunda División          | Sportivo Union          |